# Osvaldo Martínez
Osvaldo David Martínez Arce (Luque, 1986. augusztus 8. –) paraguayi labdarúgó, a mexikói América középpályása.